# Porto Open 2021
Il Porto Open 2021 è stato un torneo maschile di tennis giocato sul cemento. È stata la 12ª edizione del torneo e faceva parte della categoria Challenger 80 nell'ambito dell'ATP Challenger Tour 2021. Si è giocato sui campi del Complexo Desportivo Monte Aventino di Porto, in Portogallo, dal 28 giugno al 4 luglio 2021.

## Partecipanti

### Teste di serie
| Nazionalità | Giocatore                | Ranking* | Testa di serie |
| ----------- | ------------------------ | -------- | -------------- |
| Brasile     | Thiago Seyboth Wild      | 127      | 1              |
| Svizzera    | Henri Laaksonen          | 137      | 2              |
| India       | Prajnesh Gunneswaran     | 147      | 3              |
| Ecuador     | Emilio Gómez             | 171      | 4              |
| Cile        | Alejandro Tabilo         | 174      | 5              |
| Portogallo  | Frederico Ferreira Silva | 176      | 6              |
| Giappone    | Gō Soeda                 | 177      | 7              |
| Australia   | Thanasi Kokkinakis       | 182      | 8              |

- Ranking al 21 giugno 2021.

### Altri partecipanti
I seguenti giocatori hanno ricevuto una wild card:
- Nuno Borges
- Gastão Elias
- Gonçalo Oliveira

I seguenti giocatori sono entrati in tabellone come alternate:
- Nicola Kuhn
- Peter Polansky
- Matteo Viola

I seguenti giocatori sono passati dalle qualificazioni:
- Geoffrey Blancaneaux
- Ulises Blanch
- Sem Verbeek
- Yosuke Watanuki

## Punti e montepremi
| Torneo    | Torneo              | V     | F     | SF    | QF    | 2T  | 1T  | Q | Q2  | Q1  |
| Singolare | Punti               | 80    | 48    | 29    | 15    | 7   | 0   | 4 | 1   | 0   |
| Singolare | Premi in denaro (€) | 6 190 | 3 650 | 2 160 | 1 260 | 730 | 450 | – | 225 | 115 |
| Doppio    | Punti               | 80    | 48    | 29    | 15    | –   | 0   | – | –   | –   |
| Doppio    | Premi in denaro (€) | 2 670 | 1 550 | 930   | 550   | –   | 310 | – | –   | –   |

## Campioni

### Singolare
In finale  Altuğ Çelikbilek ha sconfitto  Quentin Halys con il punteggio di 6–2, 6–1.

### Doppio
Guido Andreozzi /  Guillermo Durán hanno sconfitto in finale  Renzo Olivo /  Miguel Ángel Reyes Varela con il punteggio di 6(5)–7, 7–6(5), [11–9].